# Ardian Bujupi
Ardian Bujupi (* 27. dubna 1991 Priština) je německý zpěvák a skladatel, původem z Kosova.
Ardian se narodil v Prištině v Kosovo. Už když byl ve velmi nízkém věku, přestěhovala se celá jeho rodina do Německa a žijí zde dodnes. Dostal se do povědomí v německy mluvící části Evropy díky tomu, že se v deváté řadě německé Superstar umístil na třetím místě. Ardian je nyní jak v německých tak i albánských nahrávacích společnostech a nejvíce je známý pro své skladby Andiamo nebo Na jena njo'.

## Biografie
Ardian Bujupi se narodil v roce 1991 do albánské rodiny žijící v kosovské Prištině, která byla tehdy součástí Socialistické federativní republiky Jugoslávie. Jeho rodina opustila Kosovo z politických důvodů během persekuce Albánců, která měla za cíl vystěhovat obyvatele albánské národnosti mimo území Jugoslávie. Usadili se v německém městě Heidelberg, kde získal základní vzdělání. Ardian má dvě sestry a je hudbu produkuje v němčině, angličtině a albánštině.

## Kariéra

### 2011–2013: Superstar
Ardian se rozhodl zúčastnit se deváté řady německé Superstar a úspěšně se umístil na prvních příčkách, díky čemuž se dostal do živého vysílání. Třikrát se dostal do vyřazovacího kola, ale vždy nakonec postoupil díky podpoře a přání publika. I když byl hlavním favoritem na vítěze soutěže, skončil nakonec na třetím místě (na druhém místě byl Pietro Lombardi a první se toho roku umístila Sarah Engels).
Pár měsíců po skončení soutěže Ardian vydal svůj první singl „This is My Time“ nazpívaný v angličtině, který se stal hitem rádií a sociálních sítí, když získal milion zhlédnutí hned během prvního týdne. Následně vydal singly „Rise to the Top“ a „I'm Feeling Good“, které měly stejný úspěch jako jeho první singl.
Na turné začal jezdit ihned po vydání svých prvních písní. Nejčastěji koncertoval v Německu a Švýcarsku, ale později se vydal i do Kosova a Albánie.

### 2014–současnost: Album
Ardian byl pozván na účast v albánské verzi soutěže X Factor, aby zde představil svůj singl. Později se stal velmi populární na albánsky mluvícím území, když vydal v Kosovu a Albánii singl „Want U Now“. Singl byl úspěšný, a stal se jedním z nejhranějších letních hitů. V létě poté koncertoval na albánském pobřeží.
V roce 2012 se zúčastnil Festivali i Këngës s písní „I çmendur për ty“. To byla oficiálně první Ardianova píseň v albánštině. Ve finále vystoupil jako první a celkově se umístil na jedenáctém místě.

## Diskografie
- To the Top (2011)
- Ardicted (2015)
- Melodia (2017)
- Rahat (2019)